# 链结螺
链结螺（学名：Drupella concatenata），是新腹足目骨螺科梭岩螺属的一种。主要分布于中国大陆、台湾，常栖息在低潮线以下。